# Узбекэнерго

Сырдарьинская ТЭС

АО «Узбекэнерго» (узб. «O’zbekenergo» AJ) — государственно-акционерная компания (ГАК), образованная в 2001 году в форме открытого акционерного общества с включением в её состав предприятий угольной промышленности.
Установленная мощность электростанций Узбекистана превышает 14,1 млн кВт и составляет порядка 50 % генерирующих мощностей всей Объединённой энергосистемы Центральной Азии.
Тепловыми электростанциями в 2017 году было выработано 52,1 млрд. кВт*ч электроэнергии, отпущено 7,3 млн. Гкал тепловой энергии, что полностью удовлетворяет спрос экономики и населения страны.
Гидроэлектростанции АО «Узбекгидроэнерго», в зависимости от водности года, генерируют около 6,5 млрд кВт*ч электроэнергии.
В состав компании входят 49 предприятий, в том числе 36 акционерных обществ, 6 унитарных предприятий, 7 обществ с ограниченной ответственностью и филиал компании — «Энергосотиш» (Энергосбыт).